# Aínsa-Sobrarbe
Aínsa-Sobrarbe är en kommun i Spanien.   Den ligger i provinsen Provincia de Huesca och regionen Aragonien, i den nordöstra delen av landet, 400 km nordost om huvudstaden Madrid. Antalet invånare är 2 242. Arean är 2 203 kvadratkilometer.
Terrängen i Aínsa-Sobrarbe är bergig norrut, men söderut är den kuperad.